# قوة التفكير الإيجابي (كتاب)
يُعد كتاب قوة التفكير الإيجابي دليلًا عمليًا لفهم مصاعب الحياة اليومية، أُصدر سنة 1952 من قبل نورمان فينسنت بيل بوصفهِ كتاب مساعدة ذاتية، يزودنا الكتاب بتاريخ مسألة التفكير الإيجابي، بالإضافة إلى بعض التعليمات الديناميكية التي صُمِمت لمساعدة القارئ على تحديد موقفه إزاء بعض الأمور وحثه على التفاؤل. غالبًا ما تتطلب هذه الأساليب الإثباتات والتصورات. يزعم بيل أن هذه التقنيات تمنح القارئ شعوراً بالرضا وتقديراً للحياة. نُقد الكتاب سلباً من قبل العلماء وخبراء الصحة النفسية إلا أنه ومع ذلك حقق شهرة ومبيعات جيدة.

## الكاتب
وُلد نورمان فينسنت عام 1898، في جنوب غرب أوهايو، تخرج في جامعة أوهايو وسلين، ثم لاحقاً حصل على درجة البكالوريوس والماجستير في اللاهوت المقدس من كُلية اللاهوت، جامعة بوسطن. التحق بعدها بجامعة سيراكوس حيث حصل على درجة الدكتوراه في اللاهوت، وبعد قضائه عشر سنين كقس للميثودية في نيويورك، أصبح كاهن كنيسة ماربل كوليجت في نيويورك، واستمر بعمله هذا 52 عامًا، حتى تقاعده عام 1984، خلال عمله كقس، كتب بيل ما يزيد عن 40 كتابًا، وأصبح الناطق بصوت محبيه، كما  بدأ بالبرامج الإذاعية والتلفزيونية الأسبوعية، وأسَس المؤسسة الأمريكية للدين والطب النفسي، أسس مع زوجته روث ستافورد بيل مجلة غايدبوستس وهي منتدى لعامة الناس حيث يمكنهم إيجاد القصص الملهمة.

## النشر
نُشر الكتاب لأول مرة في تشرين الأول عام 1952، ولا يزال عمله قوة التفكير الإيجابي، الذي ذاع صيت بيل من خلاله الأكثر قراءةً على نطاق واسع.
تصدر قائمة أفضل المبيعات في نيويورك تايمز الأمريكية لمدة 186 أسبوعاً على التوالي، بِيع من الكتاب أكثر من خمسة ملايين نسخة حول العالم، وتقريباً نصف مبيعات الكتاب (2.5 مليون نسخة) كانت قد بيِعت بين العامين (1956-1952).
أخيراً، لا بد من ذكر أن الكتاب قد تُرجِم لأكثر من أربعين لغة. نُشرت أعمال أخرى لبيل قرب عام 1952، كان من بينها فن السعادة الحقيقية الذي نشر عام 1950، ورسائل ملهمة للحياة اليومية، كان هذا الأخير عام 1955، ظهرت قوة التفكير الإيجابي للعلن في الوقت الذي كان فيه حضور الكنيسة المسيحية يزداد بشكل ملحوظ، كذلك الآراء القومية في كل من مفاهيم الروحية والفردية والدين والتي كانت تتغير آنذاك. يضاف لها الحرب الباردة التي كانت تشكل مصدر قلق متزايد للعديد من الأمريكيين.
كل هذه العوامل، بالإضافة إلى شعبية بيل والتي كانت في تزايد كونه شخصية عامة تحفيزية، وأسلوب الكتاب الواضح، جعلت من هذا العمل كتاب المساعدة الذاتية الأشهر إلى يومنا هذا.

## الخلاصة
يستهل بيل كتابه واضعاً عشرة قواعد «للتغلب على المواقف غير المناسبة وتعلم كيفية تطبيق الإيمان»، والتي تتضمن ما يلي:
1. تصور نفسك على أنك ناجح.
2. فكر بفكرة إيجابية لدحض الأفكار السلبية.
3. قلل من العقبات.
4. لا تحاول جاهداً تقليد الآخرين.
5. ردد «إن كان الله معنا، لا يهم من سيكون ضدنا»، عشر مرات في اليوم.
6. اعمل مع ناصح لك.
7. ردد «يمكنني أن أفعل أي شيء من خلال المسيح الذي يقويني»، عشر مرات في اليوم.
8. أظهر احترام ذات قويًا.
9. فلتكن على يقين أنك بين يدي الله.
10. فلتؤمن بأنك تستمد القوة من الله.[4]

يشرع في الفصل الثاني بشرح أهمية امتلاك عقل سليم، مبيناً أنه بالإمكان تحقيق ذلك من خلال القراءة الملهمة، وتصفية الذهن.
يستدرك بيل شرحه قائلاً: «إن الله مصدر كل الطاقة» لذا ومن أجل الحصول على طاقة إيجابية ثابتة، لا بد من التخلي عن الأفكار السلبية والعواطف، ذلك أن العقل يتحكم بما يشعر به الجسد، وبالتالي سنحصل على طاقة لا نهائية نستمدها من الله.
ثم يتحدث الكاتب عن قوة التداوي بالصلاة، وكيف أنها تعالج الاضطرابات النفسية والجسدية، التي تنشأ بفعل الظروف السلبية. يُعرج في الفصل الخامس والسادس على مفهوم السعادة، إذ يؤكد بيل أن السعادة خيار، وأن ما يحدُها ليس سوى القلق، الذي يجب أن نضع حداً له. الخطوة التالية في تقنية التفكير بإيجابية هي الإيمان بالنجاح دائماً وعدم الإيمان بالهزيمة، لأن معظم المعوقات ذات طبيعة عقلية.
يختتم بيل كتابه الملهم قوة التفكير الإيجابي، بكلماتٍ تُشجع القُراء على اتباع نهجه (أسلوبه)، وعيش حياة مفعمة أكثر بالإيجابية. يكتب بيل عبارته: أدعو لك دائماً.. سيساعدك الله. لذا آمن وعش بنجاحٍ.